# 大堂區

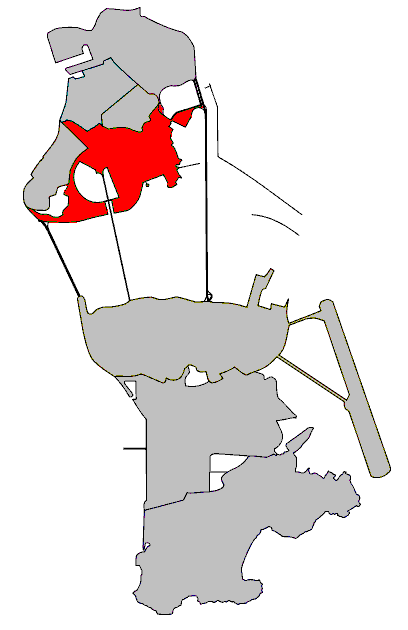
澳門大堂區位置

大堂區（葡萄牙語：Freguesia da Sé）位於澳門半島的東南部，是澳門半島面積最大的堂區，得名自俗稱「大堂」（Sé Catedral）的澳門主教座堂。
- 面積：3.4平方公里（佔澳門半島36.6%）[1]
- 人口：約43,800（佔全澳門人口8.0%）[2]
- 人口密度：約12,900人每平方公里

大堂區的西北部的新馬路、中部的南灣以及東部的新口岸、皇朝共同構成了澳門半島的商業中心，澳門所有銀行都在此區設有據點，名店、高級餐廳、四星與五星級的酒店也多數位於此堂區。澳門半島的賭場均坐落在此堂區，包括著名的葡京娛樂場和金沙娛樂場。外港碼頭位於此堂區的東部。